# Abdicate The Throne
Abdicate The Throne er det danske indiepop band Caper Clowns tredje album. Det blev udgivet 7. maj 2021.

## Spor
1. "Pinapple Songs" - 3:14
2. "CAPS LOCK ON" - 2:57
3. "Four Letter Season" - 3:10
4. "Bonsai Tree" - 3:11
5. "Be There (The Ever-Changing Tone)" - 3:03
6. "The Club Of Humanity" - 3:40
7. "April Fool" - 3:14
8. "What She Became" - 3:21
9. "In Your Kaleidoscope" - 3:24
10. "	Under Your Command" - 4:33
11. "	I'd Be Me" - 2:57
12. "	Space & Time" - 3:10
13. "	Alec In A Line" - 2:42
14. "	Valley Of The Queens" - 3:50